# Барон Баден-Пауэлл
Барон Баден-Пауэлл из Гилвелла в графстве Эссекс — наследственный титул в системе Пэрства Соединённого королевства. Он был создан 17 сентября 1929 года для британского военачальника, генерал-лейтенанта сэра Роберта Баден-Пауэлла, 1-го баронета (1857—1941), героя осады Мафекинга (1899—1900). Роберт Баден-Пауэлл был основателем скаутского движения, руководитель скаутского движения Британской империи (1908—1941) и международного скаутского движения (1920—1941). 4 декабря 1922 года для него был создан титул  баронета из Бентли в Баронетстве Соединённого королевства.
По состоянию на 2024 год носителем баронского титула являлся его правнук, Дэвид Роберт Баден-Пауэлл, 5-й барон Баден-Пауэлл — сын Дэвида Майкла Бадена-Пауэлла, 4-го барона Бадена-Пауэлла (1940—2023), который наследовал своему отцу в 2023 году.
Также примечательны отец, братья и сестры первого барона Баден-Пауэлла. Баден Пауэлл (1796—1860), отец первого барона, был известным математиком. Генри Уорингтон Смит Баден-Пауэлл (1847—1921), сэр Джордж Смит Баден-Пауэлл (1847—1898), Агнес Баден-Пауэлл (1858—1945) и Баден Флетчер Смит Баден-Пауэлл (1860—1937), братья и сестра первого барона, также приобрели широкую известность.

## Бароны Баден-Пауэлл (1929)
- 1929—1941: Генерал-лейтенант Роберт Стефенсон Смит Баден-Пауэлл, 1-й барон Баден-Пауэлл (22 февраля 1857 — 8 января 1941), шестой сын священника и математика Бадена Пауэлла (1796—1860)[2];
- 1941—1962: Артур Роберт Питер Баден-Пауэлл, 2-й барон Баден-Пауэлл (30 октября 1913 — 9 декабря 1962), единственный сын предыдущего[3];
- 1962—2019: Роберт Краузе Баден-Пауэлл, 3-й барон Баден-Пауэлл (15 октября 1936 — 28 декабря 2019), старший сын предыдущего[4];
- 2020—2023: Дэвид Майкл Баден-Пауэлл, 4-й барон Баден-Пауэлл (11 декабря 1940 — 3 июля 2023), младший брат предыдущего[5];
- 2023 — н. в.: Дэвид Роберт Баден-Пауэлл, 5-й барон Баден-Пауэлл (род. 6 января 1971), старший сын предыдущего[6];
  - Наследник титула: достопочтенный Макс Баден-Пауэлл (род. 2009), сын предыдущего[7].